# Diplycosia brachyantha
Diplycosia brachyantha är en ljungväxtart som beskrevs av Herman Otto Sleumer. Diplycosia brachyantha ingår i släktet Diplycosia och familjen ljungväxter. Utöver nominatformen finns också underarten D. b. parvula.